# Кюї Цезар Антонович

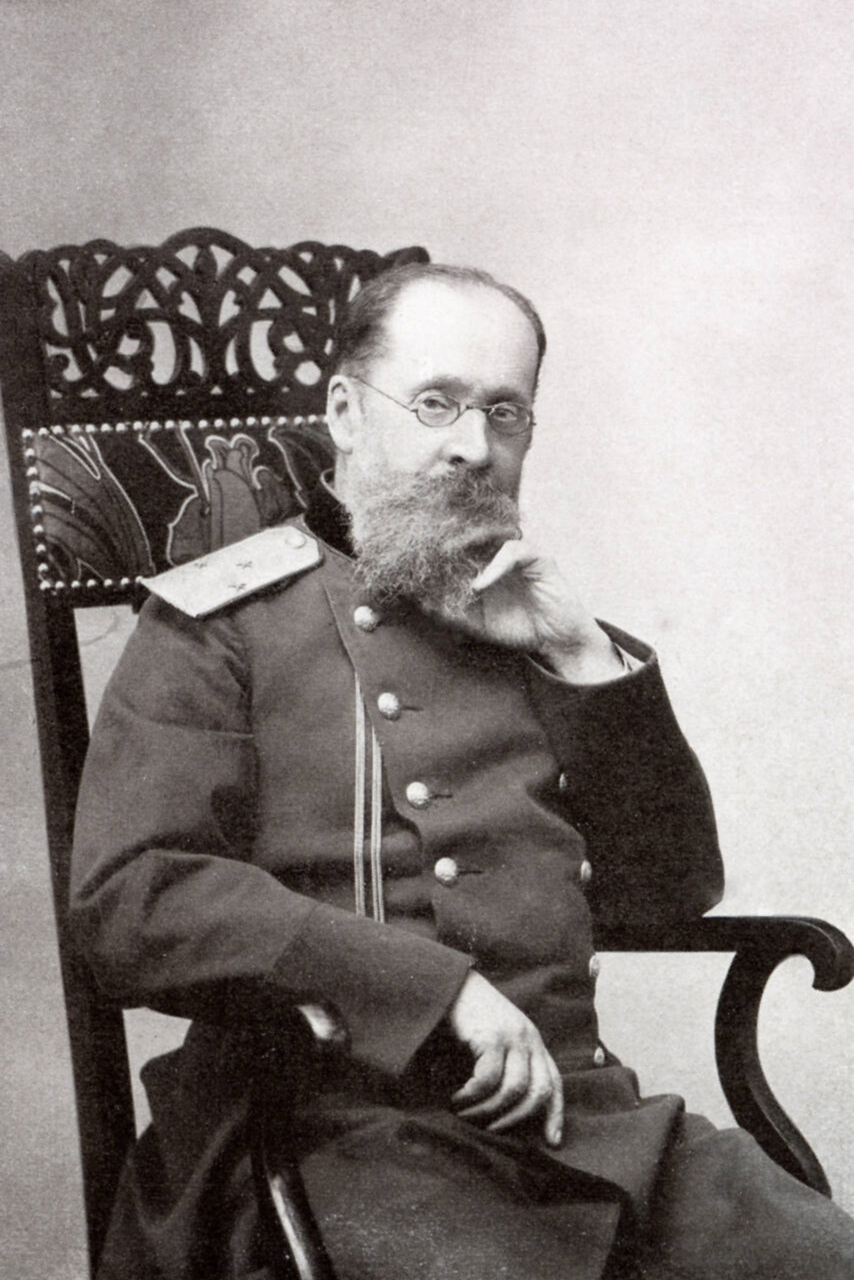
Цезар Кюї, 1913 р.

Цезар Антонович Кюї (уроджений Цезарій-Веніамін Кюї, Cesarius-Benjaminus Cui; 6 (18) січня 1835, Вільнюс — 13 березня 1918, Санкт-Петербург) — російський композитор та музичний критик, член «Могутньої купки» і Бєляєвського гуртка, професор військової фортифікації, інженер-генерал.

## Біографія
Народився у Вільні у родині французького, польського й литовського походження. У 1851 році вступив до інженерного училища, 1855 року був проведений в офіцери, а в 1857 році закінчив Миколаївську інженерну академію. Залишений при ній репетитором топографії, потім викладачем фортифікації, з 1878 року — на посаді професора одночасно в трьох військових академіях: генерального штабу, інженерної та артилерійської.
Як композитор Кюї публічно дебютував в концерті імператорського музичного товариства 14 грудня 1860 року, де було виконано його скерцо, присвячене дружині Мальвіні Рафаїлівні Бамберг. Значний вплив на долю Кюї зіграло його знайомство з Балакірєвим (1857) та іншими учасниками майбутньої «могутньої купки» — Мусоргським (1857), Римським-Корсаковим (1861) і Бородіним (1864), а також з Даргомижським (1857). Пізніше Цезар Кюї брав участь у Біляєвському гуртку. У 1896—1904 роках Кюї був головою петербурзького відділення, а 1904 року обраний почесним членом Імператорського Російського Музичного Товариства.
Помер у Санкт-Петербурзі, похований в Олександро-Невській лаврі.

## Творчий доробок
Творчій доробок Ц.Кюї як композитора включає:
- 14 опер, зокрема «Син мандарина» (1859), «Вільям Раткліфф» (1869), «Анджело» (1875), «Сарацин» (1898), «Капітанська дочка» (1909),
- 4 дитячі опери («Сніговий богатир» (1904); «Червона Шапочка» (1911); «Кіт у чоботях» (1912); «Іванко-дурник» (1913);
- твори для оркестру, камерних інструментальних ансамблів, фортепіано, скрипки, віолончелі;
- хори, вокальні ансамблі,
- романси (понад 250), серед яких найвідомішими є «Сожжённое письмо», «Царскосельская статуя» (слова О. С. Пушкіна), «Эоловы арфы» (слова А. М. Майкова) та інші.

Окрім того Ц. Кюї є автором ряду статей з музики та фортифікацій.